# Râul Tinca
Râul Tinca este un curs de apă, afluent al râului Jijia. 

## Hărți
- Harta Județului Botoșani